# Marly de Oliveira
Marly de Oliveira (Cachoeiro de Itapemirim, Espírito Santo, 11 de março de 1935 – Rio de Janeiro, 1º de junho de 2007) foi uma poeta brasileira filiada à terceira geração do Modernismo, professora universitário de língua e literatura italiana e de literatura hispano-americana e ensaísta.

## Vida e obra
Marly de Oliveira foi casada com o diplomata Lauro Moreira, com quem teve duas filhas, e mais tarde com o poeta João Cabral de Melo Neto, de quem organizou a obra completa, em 1994, para a Nova Aguilar. Ao longo de sua carreira literária de 50 anos, Marly de Oliveira publicou 17 livros de poesia e inúmeros artigos, críticas e ensaios em periódicos e revistas no Brasil e no exterior. Sua obra lhe rendeu alguns dos mais prestigiados prêmios literários do país, como o Prêmio Jabuti.

## Prêmio
- Em 1958, Ganhou o Prêmio Alphonsus de Guimaraens, do Instituto Nacional do Livro, com o livro Cerco da Primavera, saudado com entusiasmo por críticos como Alceu Amoroso Lima e Antônio Houaiss, e poetas como Manuel Bandeira, Cecília Meireles e o italiano Giuseppe Ungaretti.[5]
- Em 1998, ganhou o Prêmio Jabuti com a obra O Mar de Permeio.[6]

## Obras
- Cerco da Primavera (1957)
- Explicação de Narciso (1960)
- A Suave Pantera (1962)
- A Vida Natural (1967)
- O Sangue na Veia (1967)
- Contato (1975)
- Invocação de Orpheu (1978)
- Aliança (1979)
- A Força da Paixão e A Incerteza das Coisas(1982)
- Retrato / Vertigem / Viagem a Portugal(1986)
- O Banquete (1988)
- Obra Poética Reunida (1989)
- O Deserto Jardim (1990)
- O Mar de Permeio (1998)
- Antologia Poética (1998)
- Uma vez, sempre (2000).